# Chlorurus spilurus
Chlorurus spilurus là một loài cá biển thuộc chi Chlorurus trong họ Cá mó. Loài này được mô tả lần đầu tiên vào năm 1840.

## Từ nguyên
Từ định danh của loài được ghép bởi hai từ trong tiếng Hy Lạp cổ đại: spilos (σπίλος, "đốm") và ourá (οὐρά, "đuôi"), hàm ý đề cập đến đốm lớn trên cuống đuôi của cá con đang lớn.

## Phạm vi phân bố và môi trường sống
C. spilurus có phạm vi phân bố rộng khắp Tây và Trung Thái Bình Dương, thưa vắng hơn ở Đông Ấn Độ Dương (chỉ được biết đến tại quần đảo Cocos (Keeling) và đảo Giáng Sinh, bờ biển Tây Úc và các rạn san hô vòng ở ngoài khơi). Quần thể của loài này trước đây được xác định nhầm là Chlorurus sordidus, một loài có phạm vi giới hạn ở Biển Đỏ và Ấn Độ Dương. Việc phân loại dựa trên sự khác biệt về trình tự ty thể và hình thái.
C. spilurus được ghi nhận trên khắp vùng biển các nước Đông Nam Á (trừ biển Andaman), mở rộng phạm vi về phía đông đến hầu hết các quần đảo, đảo quốc thuộc châu Đại Dương (bao gồm cả quần đảo Hawaii và Rapa Iti, xa nhất là đến quần đảo Pitcairn); ngược lên phía bắc đến vùng biển phía nam Nhật Bản, bao gồm quần đảo Ryukyu và quần đảo Ogasawara; giới hạn ở phía nam đến bờ biển Đông Úc và đảo Lord Howe.

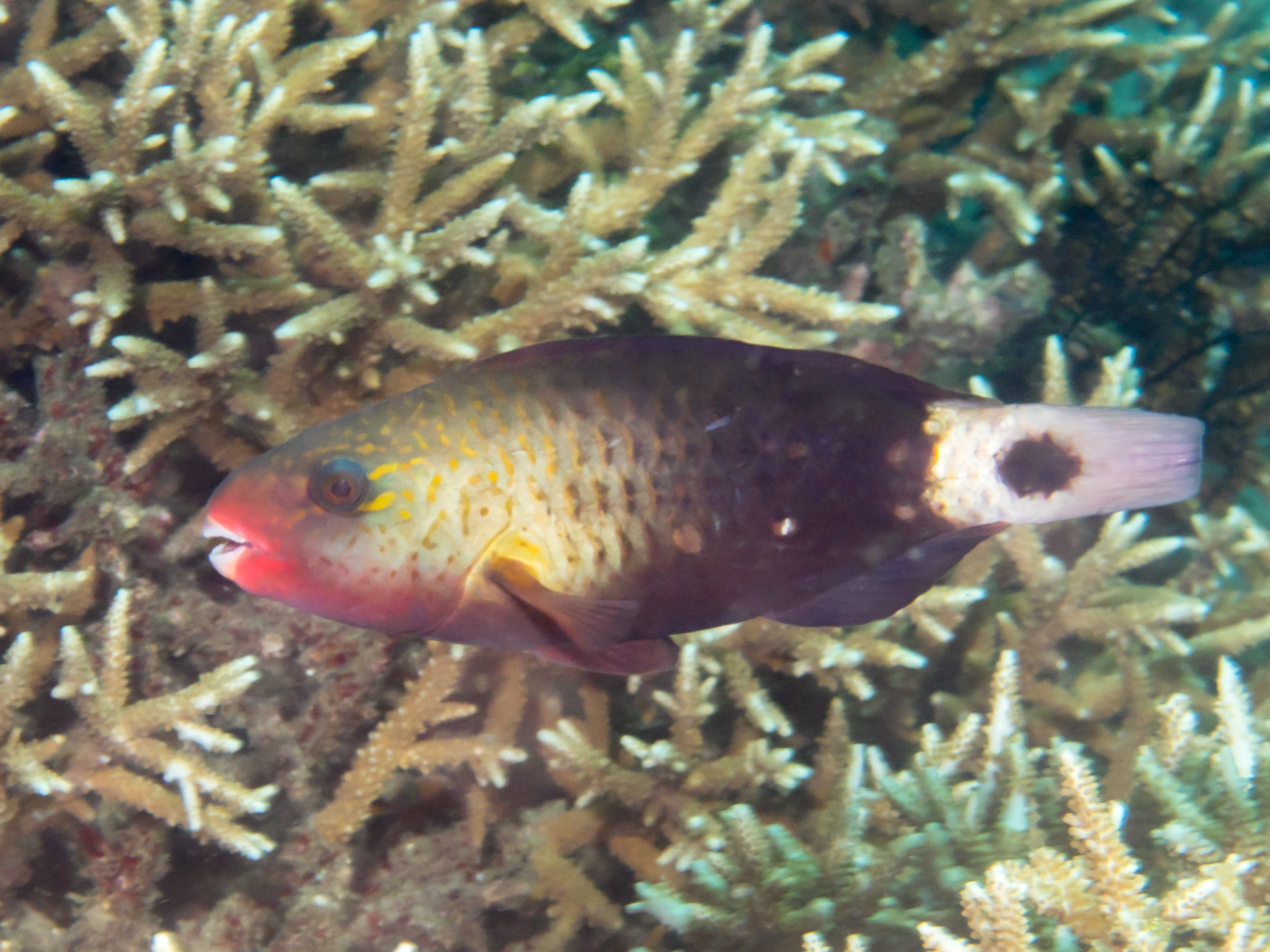
Cá cái giai đoạn đầu

C. spilurus sống gần các rạn san hô viền bờ và rạn san hô trong các đầm phá ở độ sâu đến ít nhất là 30 m.

## Mô tả
C. spilurus có chiều dài cơ thể tối đa được biết đến là 40 cm. Thân thuôn dài, hình bầu dục. C. spilurus đực có màu xanh lục lam, thường có mảng màu vàng hoặc màu cam ở thân sau; vảy có các vạch màu hồng tím. Mõm có màu tím; xung quanh miệng có các vệt màu xanh sáng và hồng tím.
Cá cái có màu nâu sẫm đến nâu đỏ, mõm và cằm ửng đỏ tươi, và thường có hai hàng đốm trắng dọc hai bên thân. Cá con có màu nâu sẫm với 4 dải sọc ngang màu trắng. Những cá thể con đang bắt đầu biến đổi thành cá cái có cuống và vây đuôi màu trắng, bao quanh một đốm đen lớn. Vùng trắng trên đuôi và những hàng đốm trắng có thể biến mất và nhanh chóng xuất hiện trở lại tùy theo cảm xúc của C. spilurus.
Số gai vây lưng: 9; Số tia vây ở vây lưng: 10; Số gai vây hậu môn: 3; Số tia vây ở vây hậu môn: 9.

## Sinh thái học
Thức ăn của C. spilurus chủ yếu là rong tảo. C. spilurus có xu hướng hợp thành đàn (có thể lên đến 50 cá thể) và tập trung trên các rạn san hô. Sự lai tạp giữa C. spilurus với Chlorurus perspicillatus đã được ghi nhận ở Hawaii.
C. spilurus đánh bắt thủ công ở hầu hết các khu vực trong phạm vi sinh sống của chúng.